# Banjaratma
Banjaratma is een bestuurslaag in het regentschap Brebes van de provincie Midden-Java, Indonesië. Banjaratma telt 8725 inwoners (volkstelling 2010).